# Aserbajdsjans Grand Prix 2023
Aserbajdsjans Grand Prix 2023 (officielt navn: Formula 1 Azerbaijan Grand Prix 2023) var et Formel 1-løb, som blev kørt den 30. april 2023 på Baku City Circuit i Baku, Aserbajdsjan. Det var det fjerde løb i Formel 1-sæsonen 2023, og det første løb i sæsonen, som blev kørt med sprint race-formatet.

## Formatet
Aserbajdsjans Grand Prix 2023 var det første løb i sæsonen til at bruge sprint race-formatet. Der var det første løb, som brugte det nye format, som blev introduceret i 2023 sæsonen. Det nye format er:
- Fredag: Træningssession, Ræskvalifikation
- Lørdag: Sprint race-kvalifikation, Sprint race
- Søndag: Ræs

I forrige sæsoner bestemte resultatet af sprinten kørerenes startplads til ræset om søndagen, men nu er der to forskellige kvalifikationer.

## Ræskvalifikation
| Pos.               | Nr. | Kører             | Konstruktør                  | Del 1    | Del 2    | Del 3     | Grid |
| ------------------ | --- | ----------------- | ---------------------------- | -------- | -------- | --------- | ---- |
| 1                  | 16  | Charles Leclerc   | Ferrari                      | 1.41,269 | 1.41,037 | 1.40,203  | 1    |
| 2                  | 1   | Max Verstappen    | Red Bull Racing-Honda RBPT   | 1.41,398 | 1.40,822 | 1.40,391  | 2    |
| 3                  | 11  | Sergio Pérez      | Red Bull Racing-Honda RBPT   | 1.41,756 | 1.41,131 | 1.40,495  | 3    |
| 4                  | 55  | Carlos Sainz, Jr. | Ferrari                      | 1.42,197 | 1.41,369 | 1.41,016  | 4    |
| 5                  | 44  | Lewis Hamilton    | Mercedes                     | 1.42,113 | 1.41,650 | 1.41,177  | 5    |
| 6                  | 14  | Fernando Alonso   | Aston Martin Aramco-Mercedes | 1.41,720 | 1.41,370 | 1.41,253  | 6    |
| 7                  | 4   | Lando Norris      | McLaren-Mercedes             | 1.42,154 | 1.41,485 | 1.41,281  | 7    |
| 8                  | 22  | Yuki Tsunoda      | AlphaTauri-Honda RBPT        | 1.42,234 | 1.41,569 | 1.41,581  | 8    |
| 9                  | 18  | Lance Stroll      | Aston Martin Aramco-Mercedes | 1.42,524 | 1.41,576 | 1.41,6111 | 9    |
| 10                 | 81  | Oscar Piastri     | McLaren-Mercedes             | 1.42,455 | 1.41,636 | 1.41,6111 | 10   |
| 11                 | 63  | George Russell    | Mercedes                     | 1.42,073 | 1.41,654 | N/A       | 11   |
| 12                 | 31  | Esteban Ocon      | Alpine-Renault               | 1.42,622 | 1.41,798 | N/A       | PL2  |
| 13                 | 23  | Alexander Albon   | Williams-Mercedes            | 1.42,171 | 1.41,818 | N/A       | 12   |
| 14                 | 77  | Valtteri Bottas   | Alfa Romeo-Ferrari           | 1.42,582 | 1.42,259 | N/A       | 13   |
| 15                 | 2   | Logan Sargeant    | Williams-Mercedes            | 1.42,242 | 1.42,395 | N/A       | 14   |
| 16                 | 24  | Zhou Guanyu       | Alfa Romeo-Ferrari           | 1.42,642 | N/A      | N/A       | 14   |
| 17                 | 27  | Nico Hülkenberg   | Haas-Ferrari                 | 1.42,755 | N/A      | N/A       | PL2  |
| 18                 | 20  | Kevin Magnussen   | Haas-Ferrari                 | 1.43,417 | N/A      | N/A       | 16   |
| 19                 | 10  | Pierre Gasly      | Alpine-Renault               | 1.44,853 | N/A      | N/A       | 17   |
| 107%-tid: 1.48,357 |     |                   |                              |          |          |           |      |
| –                  | 21  | Nyck de Vries     | AlphaTauri-Honda RBPT        | 1.55,282 | N/A      | N/A       | 183  |
| Kilde:             |     |                   |                              |          |          |           |      |

Noter:
↑1 - Lance Stroll og Oscar Piastri satte identiske tider i 3 del. Stroll kvalificerede sig forrest, da han satte tiden først.
↑2 - Esteban Ocon og Nico Hülkenberg måtte starte fra pit lane, efter at have erstattet affjedringen i deres biler under parc fermé.
↑3 - Nyck de Vries lykkedes ikke at sætte en tid indenfor 107%-reglen, men fik lov til at køre af stewardsene.

## Sprint race-kvalifikation
| Pos.               | Nr. | Kører             | Konstruktør                  | Del 1    | Del 2     | Del 3     | Grid |
| ------------------ | --- | ----------------- | ---------------------------- | -------- | --------- | --------- | ---- |
| 1                  | 16  | Charles Leclerc   | Ferrari                      | 1.42,820 | 1.42,500  | 1.41,697  | 1    |
| 2                  | 11  | Sergio Pérez      | Red Bull Racing-Honda RBPT   | 1.43,858 | 1.42,925  | 1.41,844  | 2    |
| 3                  | 1   | Max Verstappen    | Red Bull Racing-Honda RBPT   | 1.43,288 | 1.42,417  | 1.41,987  | 3    |
| 4                  | 63  | George Russell    | Mercedes                     | 1.43,763 | 1.43,112  | 1.42,252  | 4    |
| 5                  | 55  | Carlos Sainz, Jr. | Ferrari                      | 1.43,622 | 1.42,909  | 1.42,287  | 5    |
| 6                  | 44  | Lewis Hamilton    | Mercedes                     | 1.43,561 | 1.43,061  | 1.42,502  | 6    |
| 7                  | 23  | Alexander Albon   | Williams-Mercedes            | 1.43,987 | 1.43,376  | 1.42,846  | 7    |
| 8                  | 14  | Fernando Alonso   | Aston Martin Aramco-Mercedes | 1.43,789 | 1.42,976  | 1.43,010  | 8    |
| 9                  | 18  | Lance Stroll      | Aston Martin Aramco-Mercedes | 1.43,879 | 1.43,375  | 1.43,064  | 9    |
| 10                 | 4   | Lando Norris      | McLaren-Mercedes             | 1.43,938 | 1.43,395  | Ingen tid | 10   |
| 11                 | 81  | Oscar Piastri     | McLaren-Mercedes             | 1.44,179 | 1.43,427  | N/A       | 11   |
| 12                 | 27  | Nico Hülkenberg   | Haas-Ferrari                 | 1.44,843 | 1.43,806  | N/A       | 12   |
| 13                 | 31  | Esteban Ocon      | Alpine-Renault               | 1.44,433 | 1.44,088  | N/A       | PL1  |
| 14                 | 20  | Kevin Magnussen   | Haas-Ferrari                 | 1.44,101 | 1.44,332  | N/A       | 13   |
| 15                 | 2   | Logan Sargeant    | Williams-Mercedes            | 1.,44042 | Ingen tid | N/A       | –2   |
| 16                 | 24  | Zhou Guanyu       | Alfa Romeo-Ferrari           | 1.45,177 | N/A       | N/A       | 14   |
| 17                 | 77  | Valtteri Bottas   | Alfa Romeo-Ferrari           | 1.45,352 | N/A       | N/A       | 15   |
| 18                 | 22  | Yuki Tsunoda      | AlphaTauri-Honda RBPT        | 1.45,436 | N/A       | N/A       | 16   |
| 19                 | 10  | Pierre Gasly      | Alpine-Renault               | 1.46,951 | N/A       | N/A       | 17   |
| 20                 | 21  | Nyck de Vries     | AlphaTauri-Honda RBPT        | 1.48,180 | N/A       | N/A       | 18   |
| 107%-tid: 1.48,617 |     |                   |                              |          |           |           |      |
| Kilde:             |     |                   |                              |          |           |           |      |

Noter:
↑1 - Esteban Ocon måtte starte fra pit lane, efter at have erstattet affjedringen i hans bil under parc fermé.
↑2 - Logan Sargeant deltog ikke i sprint race efter et uheld i kvalifikationen.

## Sprint race
| Pos.                                                             | Nr. | Kører             | Konstruktør                  | Omgange | Tid/Udgået            | Startpos. | Point |
| ---------------------------------------------------------------- | --- | ----------------- | ---------------------------- | ------- | --------------------- | --------- | ----- |
| 1                                                                | 11  | Sergio Pérez      | Red Bull Racing-Honda RBPT   | 17      | 33.17,667             | 2         | 8     |
| 2                                                                | 16  | Charles Leclerc   | Ferrari                      | 17      | +4,463                | 1         | 7     |
| 3                                                                | 1   | Max Verstappen    | Red Bull Racing-Honda RBPT   | 17      | +5,065                | 3         | 6     |
| 4                                                                | 63  | George Russell    | Mercedes                     | 17      | +8,532                | 4         | 5     |
| 5                                                                | 55  | Carlos Sainz, Jr. | Ferrari                      | 17      | +10,388               | 5         | 4     |
| 6                                                                | 14  | Fernando Alonso   | Aston Martin Aramco-Mercedes | 17      | +11,613               | 8         | 3     |
| 7                                                                | 44  | Lewis Hamilton    | Mercedes                     | 17      | +16,503               | 6         | 2     |
| 8                                                                | 18  | Lance Stroll      | Aston Martin Aramco-Mercedes | 17      | +18,417               | 9         | 1     |
| 9                                                                | 23  | Alexander Albon   | Williams-Mercedes            | 17      | +21,757               | 7         |       |
| 10                                                               | 81  | Oscar Piastri     | McLaren-Mercedes             | 17      | +22,851               | 11        |       |
| 11                                                               | 20  | Kevin Magnussen   | Haas-Ferrari                 | 17      | +27,990               | 13        |       |
| 12                                                               | 24  | Zhou Guanyu       | Alfa Romeo-Ferrari           | 17      | +34,602               | 14        |       |
| 13                                                               | 10  | Pierre Gasly      | Alpine-Renault               | 17      | +36,918               | 17        |       |
| 14                                                               | 21  | Nyck de Vries     | AlphaTauri-Honda RBPT        | 17      | +41,626               | 18        |       |
| 15                                                               | 27  | Nico Hülkenberg   | Haas-Ferrari                 | 17      | +48,587               | 12        |       |
| 16                                                               | 77  | Valtteri Bottas   | Alfa Romeo-Ferrari           | 17      | +49,917               | 15        |       |
| 17                                                               | 4   | Lando Norris      | McLaren-Mercedes             | 17      | +51,104               | 10        |       |
| 18                                                               | 31  | Esteban Ocon      | Alpine-Renault               | 17      | +1:00.621             | PL        |       |
| Ret                                                              | 22  | Yuki Tsunoda      | AlphaTauri-RBPT              | 2       | Uheld                 | 16        |       |
| DNS                                                              | 2   | Logan Sargeant    | Williams-Mercedes            | 0       | Uheld i kvalifikation | –1        |       |
| Hurtigste omgang: Sergio Pérez (Red Bull) - 1.43,616 (omgang 11) |     |                   |                              |         |                       |           |       |
| Kilde:                                                           |     |                   |                              |         |                       |           |       |

Noter:
↑1 - Logan Sargeant deltog ikke i sprint race efter et uheld i kvalifikationen.

## Resultat
| Pos.                                                               | Nr. | Kører             | Konstruktør                  | Omgange | Tid/Udgået  | Startpos. | Point |
| ------------------------------------------------------------------ | --- | ----------------- | ---------------------------- | ------- | ----------- | --------- | ----- |
| 1                                                                  | 11  | Sergio Pérez      | Red Bull Racing-Honda RBPT   | 51      | 1:32.42,436 | 3         | 25    |
| 2                                                                  | 1   | Max Verstappen    | Red Bull Racing-Honda RBPT   | 51      | +2,137      | 2         | 18    |
| 3                                                                  | 16  | Charles Leclerc   | Ferrari                      | 51      | +21,217     | 1         | 15    |
| 4                                                                  | 14  | Fernando Alonso   | Aston Martin Aramco-Mercedes | 51      | +22,024     | 6         | 12    |
| 5                                                                  | 55  | Carlos Sainz, Jr. | Ferrari                      | 51      | +45,491     | 4         | 10    |
| 6                                                                  | 44  | Lewis Hamilton    | Mercedes                     | 51      | +46,145     | 5         | 8     |
| 7                                                                  | 18  | Lance Stroll      | Aston Martin Aramco-Mercedes | 51      | +51,617     | 9         | 6     |
| 8                                                                  | 63  | George Russell    | Mercedes                     | 51      | +1.14,240   | 11        | 51    |
| 9                                                                  | 4   | Lando Norris      | McLaren-Mercedes             | 51      | +1.20,376   | 7         | 2     |
| 10                                                                 | 22  | Yuki Tsunoda      | AlphaTauri-RBPT              | 51      | +1.23,862   | 8         | 1     |
| 11                                                                 | 81  | Oscar Piastri     | McLaren-Mercedes             | 51      | +1.26,501   | 10        |       |
| 12                                                                 | 23  | Alexander Albon   | Williams-Mercedes            | 51      | +1.28,623   | 12        |       |
| 13                                                                 | 20  | Kevin Magnussen   | Haas-Ferrari                 | 51      | +1.29,729   | 16        |       |
| 14                                                                 | 10  | Pierre Gasly      | Alpine-Renault               | 51      | +1.31,332   | 17        |       |
| 15                                                                 | 31  | Esteban Ocon      | Alpine-Renault               | 51      | +1.37,794   | PL        |       |
| 16                                                                 | 2   | Logan Sargeant    | Williams-Mercedes            | 51      | +1.40,943   | 14        |       |
| 17                                                                 | 27  | Nico Hülkenberg   | Haas-Ferrari                 | 50      | +1 omgang   | PL        |       |
| 18                                                                 | 77  | Valtteri Bottas   | Alfa Romeo-Ferrari           | 50      | +1 omgang   | 13        |       |
| Ret                                                                | 24  | Zhou Guanyu       | Alfa Romeo-Ferrari           | 36      | Mekanik     | 15        |       |
| Ret                                                                | 21  | Nyck de Vries     | AlphaTauri-Honda RBPT        | 9       | Uheld       | 18        |       |
| Hurtigste omgang: George Russell (Mercedes) - 1.43,370 (omgang 51) |     |                   |                              |         |             |           |       |
| Kilde:                                                             |     |                   |                              |         |             |           |       |

Noter:
↑1 - Inkluderer point for hurtigste omgang.

## Stilling i mesterskaberne efter løbet
| Pos. | Kører            | Point |
| ---- | ---------------- | ----- |
| 1    | Max Verstappen   | 93    |
| 2    | Sergio Pérez     | 87    |
| 3    | Fernando Alonso  | 60    |
| 4    | Lewis Hamilton   | 48    |
| 5    | Carlos Sainz Jr. | 34    |

| Pos. | Konstruktør           | Point |
| ---- | --------------------- | ----- |
| 1    | Red Bull-Honda RBPT   | 180   |
| 2    | Aston Martin-Mercedes | 87    |
| 3    | Mercedes              | 76    |
| 4    | Ferrari               | 62    |
| 5    | McLaren-Mercedes      | 14    |